# Уиз, Джеффри
Джеффри Уиз (англ. Jeffrey Weise) — ученик, устроивший бойню в старшей школе «Красное Озеро» 21 марта 2005 года. В результате стрельбы погибло 9 и было ранено 5 человек, двое из них тяжело, после чего получивший два огнестрельных ранения от прибывших полицейских Джеффри Уиз застрелился.

## Биография
Джеффри Джеймс Уиз родился 8 августа 1988 года в Миннеаполисе, США, в семье индейцев-представителей народа оджибве: 21-летнего Дэрила Алена Люсьера-младшего (англ. Daryl "Dash" Lussier, Jr.) и 17-летней Джоан Элизабет Уиз (англ. Joanne Elizabeth Weise). Джеффри был единственным ребёнком в семье. Брак родителей так и не был зарегистрирован. С трёх месяцев до трёх лет он проживал с отцом в Ред-Лейке, индейской резервации с населением около 5 тыс. человек, в то время как мать осталась жить в Миннеаполисе. В три года его забрала мать, помимо неё, он проживал с отчимом, сводными братом Себастьяном и сводной сестрой Дафной. Джоан была алкоголичкой, поэтому часто била и издевалась над сыном. «В детстве она жестоко со мной обращалась», впоследствии вспоминал Джеффри, «била всем, что под руку попадётся, много пила. Говорила, что я ошибка, говорила много такого, с чем было трудно справиться или даже слушать без слёз». Когда Джеффри было четыре, Джоан арестовали за вождение в пьяном виде, спустя несколько месяцев её вновь привлекли к ответственности за нападение. Впоследствии Джоан вышла замуж за некоего Тимоти Дежарле (англ. Timothy Troy DesJarlait), также алкоголика, от которого Джоан родила двоих детей. Отец Джеффри, Дэрил, покончил с собой 21 июля 1997 года, застрелившись из дробовика 12 калибра из-за трёхдневного конфликта с полицейскими. Хотя дедушка Джеффри, Люсьер-старший и вмешался и умолял сына прекратить сопротивление, но не смог предотвратить трагедию. На момент гибели Дэрилу-младшему был 31 год, Джеффри же — 8 лет. Помимо родителей, Джеффри проживал то с бабушкой, то с дедушкой, то был приёмным ребёнком в других семьях, время от времени ночевал у «культурного координатора» школы Ред-Лейка.
5 марта 1999 Джеффри со своей семьёй попал в ДТП, произошедшей по вине своей двоюродной сестры, севшей за руль с Джеффри и Джоан, в пьяном виде. Авария повлекла смерть двоюродной сестры, а мать получила серьёзную черепно-мозговую травму и из-за этого попала в дом инвалидов. Дежарле после аварии бросил свою жену, а его детей забрала другая семья. В свою очередь, Джеффри, также получивший травму головы, был отдан на попечение Дэрилу Люсьеру-старшему (англ. Daryl Lussier, Sr.), своему деду по отцовской линии, полицейскому по профессии. В разговорах на работе Люсьер-старший сожалел, что почти не мог контролировать жизнь Джеффри из-за работы: тот находился в депрессии из-за постоянных издевательств в школе. В мае 2004 года Джеффри Уиз попытался покончить с собой. Позже он в разговоре с одним из немногих друзей описал это так: 

 Я прошёл через многие вещи в моей жизни, это привело меня на темный путь и это заставило сделать выбор. Я решил разрезать плоть на моем запястье ножом и направить руку на специальный ящик, чтобы не заляпать кровью пол спальни. Затем я помню только часы я ждал и наблюдал, как кровь льётся вниз из моей руки. Это было только мое решение. Я не хотел обращаться за помощью, просто сидеть там и наблюдать за кровью. 
После того как его дедушка вовремя пришёл домой и вызвал скорую, Джеффри успели спасти. После этого он на несколько дней отправился в психиатрическую клинику «Тиф-Ривер-Фолс», где прошёл курс реабилитации. Ему прописали прозак.

## Школа
До четвёртого класса Уиз учился в начальной школе Персон в Шакполи, Миннесота. В 2001 году Уиз был вынужден остаться на второй год в восьмом классе из-за неудовлетворительных оценок и постоянных прогулов.
В августе 2003 года 14-летний Уиз пошёл в старшую школу «Красное озеро». Там его запомнили ярким учеником, спокойным слушателем. Однако он часто подвергался издевательствам со стороны сверстников, также у него было очень мало друзей. За то, что Уиз носил в школе чёрную одежду, он получил прозвище «мальчик-гот» (англ. goth kid). Как признался сам Уиз, «из-за моих размеров и стиля люди делают мне много плохого». Второкурсник Картер Хард вспоминал, что «Джеффри был единственным человеком, которому я мог поведать о моих проблемах и рассказать секреты. Он прекрасно понимал меня…».
В марте 2004 года Джеффри Уиз поднял правую руку вверх и произнёс нацистское приветствие, в то время как все остальные ученики исполняли гимн США. За это его доставили к директору, который заинтересовался крайне правыми наклонностями ученика и его восхищением Адольфом Гитлером. Себя Уиз называл «индейским нацистом». В октябре 2004 за угрозы расстрела в школе 20 апреля Уиз был исключён из неё и переведён на домашнее обучение. Учитель Дэвонвинд Грант описывал поведение Уиза на уроках: «Все делали свои задания, а Джеффри рисовал людей с оружием в своей тетради и солдат.»

## Интернет
Уиз провёл очень много времени в интернете под псевдонимом Blades11 на обычных и NativeNazi и Todesengel (с нем. — «ангел смерти») на неонацистских сайтах, где восхищался вождями Рейха (о Гитлере он писал, что восхищался «смелостью Гитлера при нападении на большие страны») и опубликовал ряд рассуждений о нацизме, а также множество жестоких рассказов, флеш-игр и мультфильмов. Также он выражал стремление к переменам и спасению.
Также Уиз был поклонником фильмов «Слон» и «Zero Day», оба фильма были основаны на реальных событиях в Колумбайне.
До нападения Джеффри Уиз несколько месяцев планировал его вместе со своим двоюродным братом и одним из немногочисленных друзей, Луи Журденом (англ. Louis Jourdain), ведя переписку по e-mail. Луи — сын тогдашнего главы резервации Флойда Журдена (англ. Floyd "Buck" Jourdain Jr.). На основании некоторых сообщений в этой переписке ему было предъявлено обвинение в соучастии в преступлении, впоследствии снятое, хотя сам Луи признался в распространении угроз в интернете. В день нападения Луи Журден уверял, что стрелок — именно Джеффри, что характерно, ещё до того, как о нападении рассказали по новостям.

## День убийства
21 марта 2005 года около 12 часов дня по местному времени Джеффри Уиз из пистолета застрелил спящего деда (Джеффри произвёл десять выстрелов в голову и грудь), после чего около 12:30, ворвавшись в дом его подруги, Мишель Сиганы (англ. Michel Sigana), он в упор расстрелял её. По заключениям правоохранителей, её убийство было вероятной местью за то, что Люсьер-старший ушёл от бабушки Уиза к Сигане. Затем в 13 часов он вернулся в дом деда, где переоделся, вооружился дробовиком «Remington» и табельным пистолетом деда Глок 22. Часом позже он устроил стрельбу в школе в ходе которой убил 7 (пятеро учащихся, учительницу и охранника) и ранил 5 человек, после чего в ходе перестрелки с полицией получил ранения в руку и живот, затем поднявшись на второй этаж совершил самоубийство выстрелом в голову из дробовика в 14:58 спустя 9 минут после начала атаки на школу.